# Zodiac (organización ficticia)
Zodiaco es el nombre de diferentes grupos de personajes de ficción que aparecen en los cómics estadounidenses publicados por Marvel Comics.
Ha habido una variedad de equipos Zodiac, distintos en sus motivaciones y estructura; sin embargo, en todos ha existido al menos un supervillano que ha adoptado su signo zodiacal como su nombre código y motivo. El grupo a menudo ha ejecutado crímenes basados en los doce signos del zodíaco.

## Historial de publicaciones
La primera versión del Zodiac compuesto por humanos aparece en Avengers # 72 (enero de 1970) y fue creada por Roy Thomas y Sal Buscema.
La segunda versión del Zodiac compuesta por androides aparece por primera vez en Defenders # 49 (julio de 1977) y fue creada por David Anthony Kraft y Keith Giffen.
La tercera versión del Zodiac compuesta por humanos aparece por primera vez en el segundo volumen de Alpha Flight y fue creada por Steven T. Seagle (escritor), Scott Clark (dibujante) y Chris Carlson (entintador).
La cuarta versión del Zodiac aparece por primera vez en New Warriors vol. 4, # 4 - 5 (noviembre - diciembre de 2007) y fue creado por Kevin Grevioux y Joe Caramagna.
La quinta versión del Zodiac aparece por primera vez en Avengers Assemble vol. 2 # 1 y fue creado por Brian Michael Bendis y Mark Bagley.

## Biografía del equipo ficticio

### Primer Zodiac (humano)
El grupo Zodiac original debuta en el título Avengers y se establece como una organización criminal fundada y financiada por el miembro Cornelius van Lunt (que adopta la identidad de Tauro). La identidad del grupo se basa en el zodiaco occidental de la astrología, y cada miembro adopta la personalidad de un signo del zodiaco, siendo doce en total. Los miembros del grupo comparten el liderazgo de la organización, con la posición rotando justo cuando cambia el zodiaco astrológico. Cuando no están unidos como grupo, todos los miembros de Zodiac tienen su sede en diferentes ciudades de los Estados Unidos. Dedicado a lo económico y político de dominación del mundo, el grupo utiliza cualquier medio para lograr esto, incluida la subversión; extorsión y asesinatos en masa.
El miembro solitario Escorpio es el primer miembro en debutar en el Universo Marvel, apareciendo por primera vez en el título Nick Fury, Agente de S.H.I.E.L.D. El personaje adquiere un artefacto extradimensional sensible (de la dimensión Ankh) llamado Llave del Zodiaco, e intenta asesinar al director de S.H.I.E.L.D., Nick Fury. El encuentro termina con Escorpio aparentemente muriendo de una herida de bala. El personaje vuelve a aparecer con el mismo título e intenta matar a Fury una vez más, antes de ser expulsado por los agentes de S.H.I.E.L.D. Eventualmente se revela que este todavía era el villano original, pero resucitó en un cuerpo de señuelo modelo de vida con la Llave del Zodiaco.
Escorpio aparece en el título de Avengers, y después de capturar a los Vengadores revela a los héroes todo el zodiaco. En este momento, Aries es el líder del equipo, toma el control de la Llave del Zodiaco y reconoce que Scorpio se ha redimido por no haber matado a Nick Fury. Los Vengadores son liberados por sus compañeros Yellowjacket y Avispa, y se revela que Escorpio es Nick Fury disfrazado. Los villanos huyen, y Fury revela que después de enterarse de que el Escorpio original era su hermano, Jake Fury, adoptó la identidad para atraer a los otros miembros de Zodiac.
El Zodiaco reaparece en Avengers, con el miembro Tauro intentando extorsionar a los agricultores locales por sus tierras. Varios Vengadores, ayudados por el héroe Lobo Rojo, evitan esto y derrotan a Tauro. El título Daredevil presenta un plan de Zodiac (que no se revela como los instigadores hasta que reaparezca en Avengers) para causar disturbios civiles al incitar a una pandilla callejera a la violencia en el barrio de Manhattan en Nueva York. El plan es detenido por Daredevil y el Vengador Pantera Negra, con los dos personajes que luego aparecen en el título Avengers con el resto del equipo para evitar un ataque a gran escala por parte de Zodiac en Manhattan. Aries es asesinado cuando el Dios del Trueno Thor destruye la nave de escape del personaje.
Zodiac, ahora astillado, funciona de forma independiente. Acuario, Capricornio y Sagitario intentan destruir Industrias Stark contratando al asesino Spymaster para matar a Tony Stark, el alter ego de Iron Man. El intento falla, y Spymaster es contratado para capturar a Daredevil en venganza por su interferencia pasada. Spymaster tiene éxito, y también captura a la mercenaria Madame Máscara. Los miembros de Zodiac luego usan la Llave del Zodiaco para capturar a Nick Fury y Iron Man, y llevan a los cuatro cautivos a la dimensión Ankh, donde esperan recargar el artefacto. Este plan falla, y los héroes derrotan y capturan a los miembros de Zodiac, aunque Spymaster escapa. El miembro Géminis aparece en la historia de Savage in the City en el título Astonishing Tales, y se alía con el villano Plunderer en un intento de robar el suero de súper soldado (el mismo suero que da poder al personaje Capitán América), pero es derrotado por el héroe de la jungla Ka-Zar.
En el título Avengers, van Lunt reúne al Zodiac (incluido el reclutamiento de un nuevo Aries), y juntos planean atacar la ciudad de Nueva York con un arma llamada Star Blazer. El grupo se encuentra con los Vengadores una vez más, y después de una derrota cercana, Aries intenta dar un golpe y tomar el poder de Tauro. Ayudados por el miembro del zodiaco Libra, los Vengadores capturaron con éxito a los otros once miembros del Zodíaco. El personaje de Libra revela que ayudó a los héroes ya que la vengadora Mantis es su hija. Los Vengadores usan, con la cooperación de Van Lunt, el Star Blazer contra una amenaza alienígena.
El miembro de Zodiac, Acuario, aparece en el tercer volumen del título Ghost Rider, y después de enterarse de que tiene cáncer, intenta hacer un trato con un demonio para salvarse. Acuario intenta vengarse de Van Lunt, pero el alma del personaje es reclamada antes de que pueda hacerlo. El segundo Aries hace una breve aparición en el título de Capitán América, y es usado y asesinado por el invasor alienígena Lucifer. Escorpio vuelve a aparecer en el título Defensores, y recupera la Llave del Zodiaco. Después de crear una versión Androide del Zodiaco, Escorpio secuestra al héroe Nighthawk, con la esperanza de rescatar al personaje como su alter ego es Kyle Richmond, un empresario rico. Los compañeros de equipo de Nighthawk, los Defensores rastrean a Escorpio y se encuentran con el zodiaco androide. Al descubrir que tres de sus Zodiac creados no sobrevivieron al proceso, un Escorpio angustiado se suicida. Tauro reaparece en el título Iron Man, y ordena que el segundo Acuario y el tercer Aries maten a Iron Man (James Rhodes), pero ambos son derrotados y encarcelados. S.H.I.E.L.D. se aconseja y comienza a rastrear a van Lunt.

### Segundo Zodiac (androide)
Una versión para Androide del Zodiaco apareció por primera vez en Defenders # 49 (julio de 1977). Este Zodiaco androide aparece en el primer West Coast Avengers Annual, y son empleados por el antiguo Vengador Quicksilver (bajo el control del villano Maximus) para luchar contra los Vengadores; cuatro de ellos luchan contra los Vengadores de la Costa Este en la Mansión de los Vengadores, cuatro de ellos luchan contra los Vengadores en un circo donde Quicksilver tuvo su primera misión con el equipo, y cuatro de ellos luchan contra un equipo improvisado de Thor, Viuda Negra, Pantera Negra, Falcon, y James Rhodes en la base australiana donde Quicksilver desapareció y se presumió muerto. El origen de esta versión del Zodiaco se revela en el segundo volumen del título West Coast Avengers. Escorpio es resucitado en forma de Androide por la Llave del Zodiac una vez más, y convoca al resto del zodiaco humano a una reunión en la que son asesinados por otra versión de Androide de todo el grupo. Tauro escapa y busca la protección de los West Coast Avengers, que tienen una serie de escaramuzas con los androides hasta que el falso Zodiaco es transportado a la dimensión Ankh, donde se desactivan. Tauro, que había prometido rendirse ante las autoridades una vez que la amenaza había terminado, intentó escapar y murió en un accidente aéreo durante una lucha con el vengador Caballero Luna. La serie limitada Avengers Forever revela que Libra también escapó de la masacre.

### Tercer Zodiac (humano)
Una tercera versión humana del Zodiac aparece brevemente en el segundo volumen del título Alpha Flight. Su líder también se llama a sí mismo Escorpio, y empuña un arma que recuerda a la Llave del Zodiaco original. Contratado por el Departamento H, una división del ejército canadiense, para poner a prueba Alpha Flight en la batalla, el grupo es asesinado por el grupo de trabajo mutante Arma X.

### Cuarto Zodiac
Varios miembros de una misteriosa cuarta versión del Zodiaco se mencionan en el título Young Avengers y aparecen en el cuarto volumen del título New Warriors y escaramuzan con héroes de la Iniciativa y New Warriors. El miembro del zodiaco Cáncer asesina a New Warrior Longstrike. El villano Zodiac afirma haber asesinado a todos los miembros de este grupo y convertido sus cabezas en trofeos de caza.

### Zodiac de Thanos
Thanos regresa de entre los muertos y forma su propia encarnación del Zodiac. En un complot para gobernar la Tierra, hizo trajes especiales para las personas ambiciosas que quieren gobernar el mundo, siendo uno de ellos el primo de Capucha, John King, que se convirtió en Cáncer. Cuando Thanos abandonó su Zodiac en el Helicarrier autodestructivo, John King fue el único que sobrevivió y fue interrogado sobre el complot de Thanos. Según el Capitán América sobre la identidad de algunos de los miembros de Zodiac, mencionó que uno de los miembros de Zodiac era un ex guardaespaldas de Kingpin, otro miembro de Zodiac trabajó anteriormente para el Mandarín y el otro era un agente de Hydra. Aunque el Capitán América no dijo cuál de los miembros del Zodiac estaba asociado con estas identidades.

### Sectas del Zodiac
Como parte de All-New, All-Different Marvel, aparece una nueva encarnación de Zodiac. Esta versión tiene sus Sectas que llevan el nombre de su símbolo del Zodiaco. Su Secta Leo se mostró a toda velocidad por las carreteras de Shanghái, China mientras Spider-Man y Pájaro Burlón los persiguen en su nuevo Spider-Mobile. Pájaro Burlón le dijo a Nick Fury, Jr. que Zodiac irrumpió en la sucursal de Industrias Parker en Shanghái y robó algunos servidores que les permitirían piratear los dispositivos Webware. Nick Fury, Jr. les dice que no dejen que caiga en manos de Zodiac y Spider-Man le dice que no tiene intención de dejar que S.H.I.E.L.D. tener acceso a él tampoco, cortando las protestas de Fury amenazando con dejar de diseñar tecnología para S.H.I.E.L.D. Mientras se desvían para evitar los rayos de energía, Spider-Man se jacta de sus habilidades de conducción superiores. En el asiento del conductor del auto de escape de los Zodiacs, Leo le dice a sus gruñidos de la Secta Leo que salgan de la carretera. Mientras Pájaro Burlón se queja de que Spider-Mobile se está desacelerando, Spider-Man le dice que no se preocupe por estrellarse porque tiene bolsas de aire fluidas. Los matones del Zodiaco explotan un automóvil, destruyendo el camino, pero mientras se regodean, el Spider-Mobile los sigue, conduciendo a lo largo de la parte inferior del paso elevado. Animado por los ciudadanos de Shanghái, Spider-Man cambia la dirección a Pájaro Burlón y abre el techo, dirigiéndose a sus fanáticos en mandarín, que recogió tomando sus lecciones de manejo. Las ruedas del Spider-Mobile se despliegan en patas insectoides y se voltea, cortando el escape de los Zodiacs. Spider-Man salta sobre el capó de su automóvil, mostrando un par de los nuevos tipos de correas que desarrolló: "Bug Zappers" Z-metal con micro-enrollados capaces de ser electrificados, y espuma de red expansiva que absorbe los golpes. El auto de los Zodiacs se estrella y Spider-Man controla a los ciudadanos para ver si alguien está herido. Cuando uno de ellos lo reprende por dejar escapar a la Secta Leo de Zodiac, Spider-Man afirma que está delegando su aprehensión en Pájaro Burlón, que noquea a los gruñidos e interroga a Leo por qué Zodiac ha estado tratando de robar los servidores Webware. Leo muerde una píldora suicida, pero Spider-Man le dispara con un antídoto que desarrolló apretando que está cansado de que se maten. Pájaro Burlón lo acusa de adherirse a su idealismo de "nadie muere a mi alrededor", pero Spider-Man le dice que ya no es tan ingenuo y simplemente quiere salvar a todos los que pueda. Más tarde, en la boda de Max Modell y Héctor Báez, la Secta Piscis del Zodiaco emerge del río. Mientras Peter se ofrece como una distracción, Hobie Brown se pone su disfraz de Spider-Man. El líder de la Secta Piscis revela que persiguen específicamente el Webware de Peter, porque tiene acceso a cachés de datos restringidos. Disfrazado de Spider-Man, Hobie interviene y Peter le dice a Sajani que ayude a los invitados a la boda (que son antiguos empleados de Horizon Labs) a buscar refugio. La falta de un Spider-Sense de Hobie lo saca de la pelea y Peter se da cuenta de que podría ser asesinado. Cifrando su Webware, se lo da a la Secta de Piscis que sale cuando llega la policía. Peter le dice a Hobie que se cambie a su disfraz de Prowler y que recuperarán el Webware juntos antes de que Zodiac deshaga su encriptación, mientras que los exalumnos de Horizon Lab lamentan que volverán a ser blanco de supervillanos mientras recuerdan incidentes pasados.
Spider-Man y Prowler se infiltran en la base submarina de la Secta Acuario mientras Piscis, Acuario y Cáncer trabajan para descifrar el Webware. Cuando Spider-Man y Prowler se enfrentan a los tres miembros del Zodiaco, Piscis usa sus poderes de agua sobre ellos cuando Piscis, Acuario y Cáncer escapan al establecer su base submarina para autodestruirse. Spider-Man y Prowler recuperan el Webware y salen de la base submarina, mientras que Piscis, Acuario y Cáncer salen en las cápsulas de escape. Mientras se pone en contacto con Mockingbird y Nick Fury Jr. acerca de su estado, Spider-Man se entera de que Leo todavía está siendo interrogado y aún no se ha burlado. Spider-Man dice que obligaron a Zodiac a enviar los datos cifrados a todas las bases de Zodiac y le envía a Fury la ubicación de todas las bases de Zodiac. Nick Fury Jr. afirma que ahora pueden llevar la pelea a Zodiac antes de que puedan comenzar su próximo complot.
En el cuartel general de Zodiac, Escorpio aprende de Géminis que si Zodiac sigue tomando riesgos, entonces S.H.I.E.L.D. ganará. Escorpio le dice a Aries y Tauro que se están mudando y que reúnen a sus tropas. Cuando Aries le pregunta si quiere las mejores y más brillantes camisas rojas, Escorpio afirma que la carne de cañón será suficiente y que si quieren resultados, no pueden preocuparse por los riesgos. Zodiac luego ataca a un Helicarrier de S.H.I.E.L.D. en el Mar de China Oriental donde Pájaro Burlón le dice a Nick Fury Jr. que Escorpio podría ser su tío. Escorpio irrumpe en el área de espera donde Leo está detenido. Leo le informa que no le dijo a S.H.I.E.L.D. cualquier cosa. Escorpio aplaude la lealtad de Leo a la causa, pero afirma que el ataque no fue una misión de rescate. Mientras Leo expresa confusión, Escorpio lo golpea con la Llave del Zodiaco reduciendo su cuerpo a una pila de cenizas. Entonces Escorpio dice fríamente que Leo falló en su misión y no pudo suicidarse. Escorpio luego ordena a las tropas del zodiaco que se retiren al océano donde esperan los barcos de la Secta Piscis.
En un lugar desconocido, Escorpio y los Géminis están mirando las estrellas. Los Géminis le dicen a Escorpio que si continúa con sus planes, tendrá éxito. Si fuerza la mano de S.H.I.E.L.D. esta noche, su aliado Spider-Man los abandonará. Escorpio decide atacar ahora y les dice que informen a todas sus casas que es hora. Durante este tiempo, S.H.I.E.L.D., Antorcha Humana y Prowler se están preparando para atacar las bases del zodiaco. Mientras Nick Fury está molesto porque Spider-Man fue desviado por el ataque de Duendes de la Nación Duende contra Nadua, S.H.I.E.L.D. comienza a atacar las bases del zodiaco donde nadie ha encontrado aún a Escorpio.
Más tarde se reveló que las bases del Zodiac que fueron atacadas eran falsas. Incluso se mencionó que S.H.I.E.L.D. no pudo quitar la máscara de Leo. En el Museo Británico, Escorpio y el Zodiaco asaltan el lugar, siendo vistos por una cámara. Escorpio está usando la Llave del Zodiaco para buscar su precio cuando Spider-Man, Antorcha Humana, Pájaro Burlón y Prowler chocan por una ventana y los héroes y varios S.H.I.E.L.D. Los agentes luchan contra el zodiaco. Spider-Man y Pájaro Burlón persiguen a Escorpio, pero Sagitario los detiene irónicamente, usa arco y flechas y afirma ser el mejor arquero del mundo. Mientras Pájaro Burlón lo cuida, Spider-Man se enfrenta a Escorpio que destruyó la Piedra Rosetta y toma lo que hay dentro, un extraño artefacto con el símbolo de la Llave del Zodiaco. Escorpio le dice que el juego ha terminado ahora, lo que significa que no tiene uso para sus peones y usa un Webware para activar las muestras de veneno en todos los miembros de Zodiac. Spider-Man salta a la acción y logra golpear a todo el Zodiaco con el antídoto antes de que mueran, mientras que Escorpio lo usa para escapar. La Llave del Zodiaco se encuentra en el departamento de un hombre llamado Sr. Jacobs junto con su equipo de Escorpio.

### Solo Zodiac
Un personaje en solitario llamado Zodiac protagoniza una serie limitada homónima como parte de la historia de Dark Reign. El personaje está obsesionado con dominar el inframundo criminal. Termina ganando aliados en Clown II, Death Reaper, Manslaughter Marsdale y Trapster. Después de cometer asesinatos en masa de 100 agentes de H.A.M.M.E.R., Zodiac finalmente recupera la llave del zodiaco de S.H.I.E.L.D.
Zodiac luego hace planes para una serie de esquemas de sonido impresionante para poner en marcha en un futuro próximo.
Más tarde se reveló que Zodiac era el misterioso benefactor de los Jóvenes Maestros. Cuando Egghead II es el único que no ha abandonado el grupo, Zodiac lo recluta en su ejército de villanos.

## Otras versiones

### Ultimate Marvel
En las páginas de Ultimate Spider-Man de la marca Ultimate Marvel, la llave del zodiaco ha sido buscada por Wilson Fisk, y también Mysterio.

## En otros medios

### Televisión
- Zodiac aparece en The Avengers: United They Stand. Ellos son descritos como los alienígenas con base en sus constelaciones habituales. Al igual que los cómics, Zodiac tenía planes que giraban en torno a la clave del Zodiaco.
- En Marvel Anime: Iron Man, Zodiac es una organización terrorista que son los antagonistas principales en toda la serie. Tienen vínculos con AIM, debido a su tecnología para producir Escorpio, Tauro, Sagitario, Virgo, Aries y Cáncer mechs, así como la inclusión del virus Piscis. Encabezada por el ministro de Defensa Kuroda, sus miembros se incluyen a Ho Yinsen y el Dr. Tanaka Chika. Zodiac también ha manipulado a algunas personas a ayudarles en sus objetivos. Los grupos de los planes generales parecen ser una de promulgar un golpe de Estado y reconstruir Japón como una nación militar. En el episodio "Final de partida", la participación del Dr. Tanaka Chika con el Zodiac se revela cuando Kuroda en sus estados de armadura Rasetsu esto, toma el control de Chika al activar su lado guerrero del Zodiac, y tiene su ataque en Iron Man. Chika se las arregla para liberarse del control de Kuroda como Iron Man va a luchar contra Kuroda. Chika sacrifica su vida para alimentar el reactor de arco que dio a Iron Man el poder para destruir a Kuroda y terminar el ataque del Zodiac en Japón.
- Zodiac aparece en la serie de Ultimate Spider-Man:  
  - En la primera temporada, episodio "Solo para tu Ojo".[36] Escorpio se demuestra que es el líder del Zodiac. Los soldados de infantería del Zodiac llevan máscaras de animales que tienen los símbolos de su zodiaco respetuoso que van desde Aries (los soldados llevan máscaras de carnero), Leo (los soldados llevan máscaras de león) y Tauro (los soldados llevan máscaras de toro). Escorpio y los soldados del zodiaco se han apoderado del Helicarrier de S.H.I.E.L.D. a la llegada de Spider-Man. Algunos de los soldados del Zodiac van a la búsqueda en la base de S.H.I.E.L.D., los secretos de Nick Fury. Al oír la voz de Spider-Man en las salidas de aire, los soldados del Zodiac se preparan para disparar sobre la rejilla de ventilación que Spider-Man se encuentra. Mientras en evadir a los soldados del Zodiac, Spider-Man hace su camino a la bahía médica del Helicarrier para liberar a Nick Fury, mientras que la lucha más allá de los soldados del Zodiac. Después de que Nick Fury se libera, Spider-Man trabaja con Nick Fury para tomar el Helicarrier de vuelta de Zodiac antes de que se autodestruya. La mayor parte de los soldados del Zodiac son derrotados, pero Escorpio escapa, revelándose como el hermano de Nick Fury, Max, mientras que Nick Fury desactiva la secuencia de autodestrucción.
  - En la segunda temporada, episodio "La Trampa Familiar", Spider-Man y Power Man luchan contra el Zodiac cuando han capturado a los padres de Power Man, Walter y Amanda Cage. Spider-Man y Power Man pudieron rescatar a los padres de Power Man y derrotan al Zodiac.

### Cine
- Zodiac apareció en Marvel One-Shot en cortometraje Agent Carter.[37] La organización es visto trabajar con algún tipo de suero que está confiscada por Peggy Carter.